# 경기 광주시의회
광주시의회는 경기도 광주시 지역을 관할하는 기초의회이다.